# Mattaldi
Mattaldi är en ort i Argentina.   Den ligger i provinsen Córdoba, i den centrala delen av landet, 500 km väster om huvudstaden Buenos Aires. Mattaldi ligger 181 meter över havet och antalet invånare är 1 714.
Terrängen runt Mattaldi är mycket platt. Runt Mattaldi är det mycket glesbefolkat, med 2 invånare per kvadratkilometer..
Trakten runt Mattaldi består till största delen av jordbruksmark.